# 雅各布·比耶克内斯

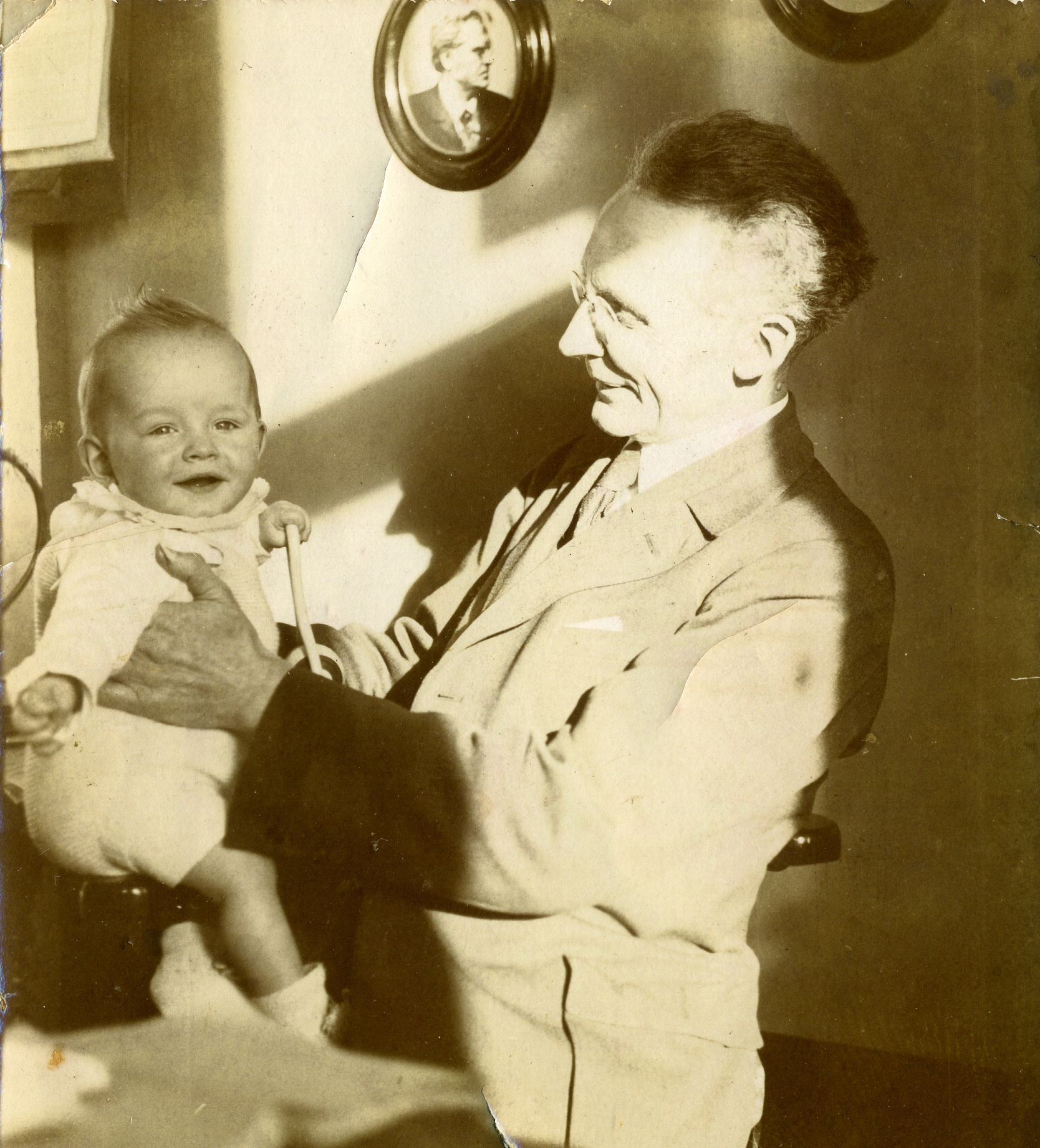
1897年，雅各布·比耶克内斯在他的父亲威廉·比耶克内斯的膝部。

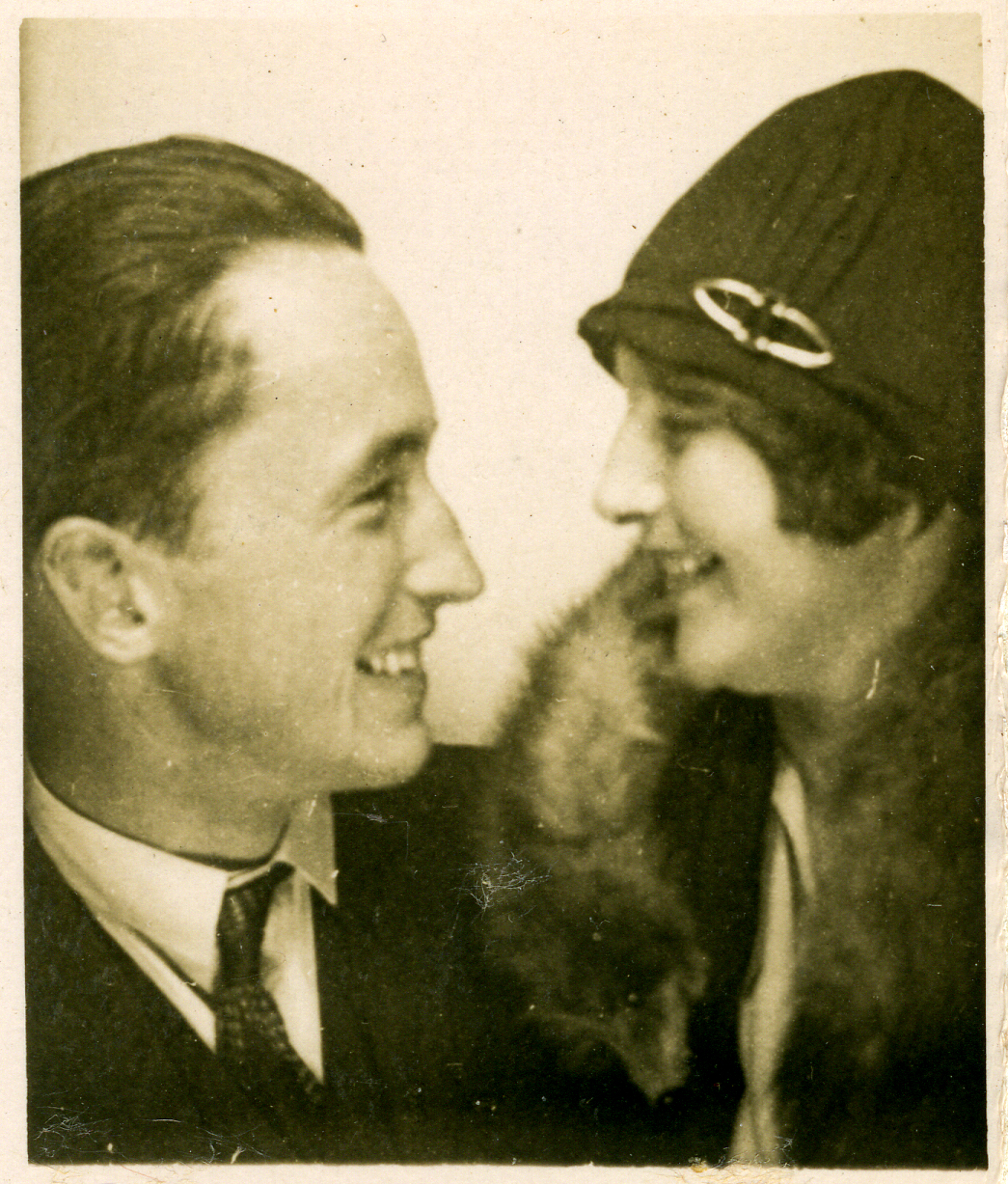
1929年，雅各布和妻子在丹麦沃利

雅各布·奥尔·邦内维耶·比耶克内斯（瑞典語：Jacob Aall Bonnevie Bjerknes，1897年11月2日—1975年7月7日）是一位出生于瑞典的美国籍气象学家。

## 生平
1897年，雅各布·比耶克内斯出生在瑞典的斯德哥尔摩。父亲是挪威气象学家威廉·比耶克内斯，祖父是挪威数学家和物理学家卡尔·安东·比耶克内斯，外祖父是挪威政治家雅各布·谢博纳维。雅各布這個名字即來自其外祖父。
1912年，他跟随父亲威廉·比耶克内斯来到了德国的莱比锡大学，并组建了一个气象研究小组。经过几年研究，他们提出了“挪威气旋模型”假说，认为中纬度气旋的生命史包括3个阶段：初生、增强和衰弱（即生命周期）。雅各布·比耶克内斯还首次提出用“锋面”（front）这个词来描述两种性质相异气团的交界面。
1914年，第一次世界大战爆发，他们在莱比锡的生活日渐艰难。1917年，雅各布·比耶克内斯和父亲一起返回了挪威，来到了卑尔根大学新设立的地球物理研究所，继续进行气象研究。由于政府的大力支持，原本学术性的卑尔根地球物理研究所，在1918年变成了天气预报中心，那里的理论气象学家们也变成了天气预报员。当时的科研团队成员还有瑞典气象学家卡尔-古斯塔夫·罗斯贝和瑞典籍助手托尔·贝吉龙（Tor Bergeron）。
1922年，雅各布·比耶克内斯在一篇论文中提出了“极锋”（polar front）的概念，用来表示从北极南下的冷舌和从赤道向北运动的暖舌相遇时的相互作用界线。凭借气旋模型研究成果，他在1924年获得了奥斯陆大学博士学位。
1926年，他作为一名气象学家，在冰岛帮助了探险家罗尔德·阿蒙森完成了乘坐飞艇飞越北极的探险。1931年，比耶克内斯离开气象中心，把它交给了同学斯维尔·皮特森（Sverre Petterssen），自己则前往卑尔根大学，成为了一名气象学教授。
1933-1934年间，雅各布·比耶克内斯曾受邀来到美国的麻省理工学院讲课。1939年7月，他同家人前往美国，开始全美演讲旅行。然而，同年9月，第二次世界大战爆发，1940年4月，挪威被德军攻占。雅各布·比耶克内斯只好留在美国，并成为了加州大学洛杉矶分校的气象系主任。在此期间，他还曾加入美军并成为空军上校。在他的帮助下，美军找到了原子弹轰炸广岛和长崎的最佳日期。
1969年，雅各布·比耶克内斯对厄尔尼诺-南方涛动现象提出了一种新的观点。他认为，南方涛动——气压“跷跷板”效应，和厄尔尼诺——东太平洋海温升高，是同一种海洋现象的两种不同表现形态。他还提出了厄尔尼诺-南方涛动的“反馈循环”和沃克环流等概念，均被当今的科学家们广泛接受。

## 个人生活
1928年，他与赫德韦格·博尔滕（Hedvig Borthen，1904-1998）结婚，育有两个孩子。

## 荣誉
1932年，他被皇家气象学会授予荣誉会员称号。1933年，他同时被挪威科学与文学院和瑞典皇家科学院列为会员。
- 皇家气象学会 - 西蒙斯金牌 (1940年)
- 美国地球物理联盟 - 威廉·鲍伊勋章 (1945年)
- 挪威皇家圣奥拉夫阶层“一等骑士”头衔 (1947年)
- 瑞典人类学和地理学会 - 维嘉勋章（Vega Medal）(1958年)
- 世界气象组织 - 国际气象组织奖 (1959年)[9]
- 美国气象学会 - 卡尔-古斯塔夫·罗斯贝奖章 (1960年)
- 国家科学奖章 (1966年)